# 量子情報科学
量子情報科学（りょうしじょうほうかがく、英: quantum information science）とは、量子論の中でも情報理論に関する研究領域、およびその結果を応用した科学技術を指す。量子もつれ状態における非局所相関などの量子論特有の現象について実験的に検証する基礎研究と、その結果の応用に関する工学的な研究の二つの側面を持つ科学分野である。特に情報通信技術や計算機科学への応用が期待され、主要な研究テーマには量子コンピュータ、量子暗号、量子テレポーテーションなどが挙げられる。量子コンピュータや量子暗号については様々なアーキテクチャやプロトコルが考案されており、そこで扱われる情報単位は量子ビットと呼ばれる。2012年に量子情報科学分野に対して史上初のノーベル物理学賞が与えられるなど、実用化を視野に入れた研究および技術開発が行われている。

## 歴史
1963年ごろ、量子情報科学は情報の科学の原理と物理学の基本原理を融合させ、新技術の創世を目指す学問として、その萌芽的な研究が行われた。
1990年、量子情報に関する初めての世界最大級の国際会議が開催された。2009年、量子情報科学の国際運営委員会が設立された。この間、この会議を通して量子情報科学の基礎的な学術と技術が急速に発展した。特に量子暗号技術は、現代の情報化社会における通信の安全性を向上させる基幹技術として期待されている。

## 研究

### 日本
日本国内の大学では、東京大学先端科学技術研究センター、北海道大学大学院情報科学研究科光エレクトロニクス研究室、玉川大学量子情報科学研究所などがある。なかでも、玉川大学量子情報科学研究所は、量子情報科学に特化した研究所で、国際的・実用的な研究を行なっている。

## 量子もつれ
量子力学において、量子もつれと呼ばれる量子状態が存在する。量子もつれ状態とは、ある複合的な系の部分系に対して測定を行った際に、直接測定されていない他の部分系の情報が得られるような状態のことをいう。
観測者が複合系全体の状態を知ることができる場合、量子もつれ状態にある系の部分系に対して測定を行う前後で、被測定系以外の部分系と直接的に相互作用をしていないにも拘らず、被測定系の測定結果を得るのと同時に他の部分系の量子状態が変化していることを知ることができ、あたかも非局所的な遠隔作用が被測定系を通じて他の部分系に働いているように見える。このように、量子もつれ状態にある系は、特殊相対性理論の光速不変の原理に一見反するかのような状況を作り出すため、量子力学における測定理論の黎明期には、量子力学の中にある重大なパラドックスとして論じられた。
最も有名な例は、ニールス・ボーアとアルベルト・アインシュタインの間に起こった量子力学の基礎を巡る議論の中で、1935年に発表されたEPR論文に端を発するものである。EPR論文においてアインシュタインは、量子もつれ状態によって生じる非局所的な相関、いわゆるEPR相関について論じ、この非局所相関が同論文内で要請された物理的実在性を破壊することを示し、このEPRの実在性と量子もつれ状態との間に生じるパラドックスを量子力学の理論的な不完全さを示すものとして指摘した。
このEPRのパラドックスは後にスチュワート・ベルによってより一般化した形で議論され、EPRが示した局所実在論的な測定理論が満たすべき条件として、ベルの不等式を導いた。